# Lengyelország bécsi nagykövetsége
Lengyelország bécsi nagykövetsége (lengyelül: Ambasada Rzeczypospolitej Polskiej w Wiedniu, németül: Botschaft der Republik Polen in Wien) 1918 óta - a világháborús megszakítást leszámítva 107 éve - működő diplomáciai misszió Bécsben. 2020-ban a Hietzinger Hauptstrasse 42C szám alatt működött a lengyel képviselet.

## Története
Az osztrák és a lengyel nép kapcsolatai évszázadosak, Lengyelország egy része - így Krakkó is - még a 19. század elején is a Habsburg Birodalom fennhatósága alatt állt. Intézményesített diplomáciai kapcsolatfelvételre azonban csak a Második Lengyel Köztársaság megalakulását követően, 1918-ban került sor. Az első lengyel képviselők már ebben az évben, novemberben Bécsbe érkeztek. Az 1938-ban bekövetkezett Anschlusst követően a követség átalakult főkonzulátussá, majd Lengyelország 1939-es megszállását követően átmenetileg megszűnt a képviselet Ausztriában. A kapcsolatok ismételt felvételére 1946. március 5-én került sor, azóta folyamatosan működik mindkét ország fővárosában diplomáciai képviselet.
1974. június 5-én nyílt a bécsi Lengyel Intézet (Polnisches Institut Wien), ami nyitása óta az I. kerületben, a Maria am Gestade templom lábánál található. Az intézet - akárcsak a világszerte található többi hasonló kulturális centrum - a lengyel Külügyminisztérium intézményeként működik.
Ausztriában 70 ezerre teszik a lengyel állampolgárok számát, és további 20 ezer olyan osztrák él az országban, akiknek lengyel gyökerei vannak. A nagyobb "lengyel városok": Bécs, Linz, Graz, Salzburg, Innsbruck és Klagenfurt am Wörthersee.
Nem tartozik ehhez a misszióhoz, mert önálló képviseletet képez, de a Bécsben székelő nemzetközi szervezetek mellett (EBESZ, ENSZ) is működik egy lengyel nagykövetség, a szomszédos épületben, a Hietzinger Hauptstrasse 42B alatt.